# Голиатов групер
Голиатовите групери (Epinephelus itajara) са вид актиноптери от семейство Серанови (Serranidae).
Те са уязвим вид.
Таксонът е описан за пръв път от Хенрих Лихтенщайн през 1822 година.

## Разпространение
Разпространен е в Американски Вирджински острови, Ангуила, Антигуа и Барбуда, Аруба, Барбадос, Бахамски острови, Белиз, Бенин, Бонер, Бразилия, Британски Вирджински острови, Венецуела, Габон, Гамбия, Гана, Гваделупа, Гвиана, Гвинея, Гвинея-Бисау, Гренада, Доминика, Доминиканска република, Екваториална Гвинея, Кайманови острови, Камерун, Колумбия, Република Конго, Коста Рика, Кот д'Ивоар, Куба, Кюрасао, Либерия, Мавритания, Малки далечни острови на САЩ, Мексико, Монсерат, Нигерия, Никарагуа, Панама, Пуерто Рико, Саба, САЩ (Флорида), Свети Мартин, Сейнт Винсент и Гренадини, Сейнт Китс и Невис, Сейнт Лусия, Сен Естатиус, Сенегал, Сиера Леоне, Синт Мартен, Суринам, Того, Тринидад и Тобаго, Търкс и Кайкос, Френска Гвиана, Хаити, Хондурас и Ямайка.